# Albion (album)
Pour les articles homonymes, voir Albion (homonymie).
Albums de William Sheller
Sheller en solitaire
(1991) Olympiade
(1995)
Albion est le 9e album studio de William Sheller sorti en 1994. Après le succès inattendu de Sheller en solitaire en 1991, Sheller s'essaie au rock pour cet album.
L'album est écrit et composé par William Sheller, excepté I Spy, paroles et musique par Steve Bolton.

## Titres
| 1.    | Good Bye Good Bye Good       | 6:04 |
| 2.    | Maintenant tout le temps     | 7:20 |
| 3.    | Les enfants sauvages         | 4:48 |
| 4.    | Silfax                       | 4:18 |
| 5.    | I Spy                        | 5:25 |
| 6.    | La Navale                    | 8:11 |
| 7.    | Excalibur                    | 6:57 |
| 8.    | Comme on n'oublie pas        | 7:24 |
| 9.    | On vit tous la même histoire | 4:35 |
| 10.   | Relâche                      | 5:48 |
| 60:52 |                              |      |

## Musiciens
- William Sheller : chant, claviers, programmation
- David Ruffy : batterie, percussions, programmation
- Gary Tibbs : basse, chœurs
- Steve "Boltz" Bolton : guitares, chœurs
- Mark Wallis : console, sampling